# Paulo Paiva
Paulo de Tarso Almeida Paiva GOMM (Ouro Fino, 28 de maio de 1940) é um político brasileiro. Foi ministro do Trabalho e do Planejamento durante o governo Fernando Henrique Cardoso.
Foi nomeado ministro do Trabalho no governo Fernando Henrique Cardoso, de 1 de janeiro de 1995 a 30 de março de 1998. Em seu primeiro ano na pasta, Paiva foi admitido por FHC à Ordem do Mérito Militar no grau de Grande-Oficial especial.
Foi substituído interinamente, de 7 a 10 de maio de 1997, por Daniel Andrade Ribeiro de Oliveira e de 31 de março a 6 de abril de 1998, por Antônio Anastasia.